# Xã Scott, Quận Floyd, Iowa
Xã Scott (tiếng Anh: Scott Township) là một xã thuộc quận Floyd, tiểu bang Iowa, Hoa Kỳ. Năm 2010, dân số của xã này là 185 người.